# 防災気象情報

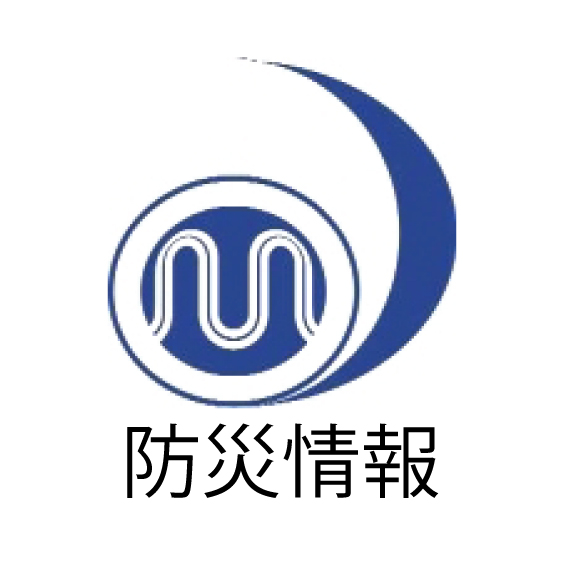
防災情報のアイコン

防災気象情報（ぼうさいきしょうじょうほう）とは、気象庁が発表している気象・地震・火山等に関する予報や情報の総称。災害から身を守るための情報と、生活に役立てる情報の2種類に大別される。一方、過去の観測に基づいた情報は、解析雨量など一部を除いて「気象統計情報」に分類される。

## 警戒レベル

### 大雨・洪水・高潮警戒レベル
2019年5月29日より大雨警報、土砂災害警戒情報、指定河川洪水予報および高潮警報を対象とした5段階の警戒レベル（大雨・洪水・高潮警戒レベル）の運用が開始された。警戒レベル5は災害発生情報のため、警戒レベル4の段階で危険な場所からの避難を済ませる必要がある。また、運用開始から1年となる2020年5月29日には警戒レベル別に5色の配色も定められた。
警戒レベルの配色
- 警戒レベル5（黒/RGB=12.0.12,  ）
- 警戒レベル4（紫/RGB=170.0.170,  ）
- 警戒レベル3（赤/RGB=255.40.0,  ）
- 警戒レベル2（黄/RGB=242.231.0,  ）
- 警戒レベル1（白/RGB=255.255.255,  ）

#### 警報類・防災情報との対応
災害から身を守るための情報は、重大性が低い方から順に以下のような位置づけになっている。
警戒レベル1
- （翌日までに警報級の可能性〈早期注意情報〉が［高］または［中］）

警戒レベル2
- 注意報（ 黄[注 3]〈危険度分布：注意[注 4]〉）
災害が起こる恐れがある。土砂災害・洪水・高潮においては、自治体は情報収集を開始し、住民は情報に注意しつつ屋外の点検や防災用品の確認、避難経路・避難先の確認を行い、高齢者等は避難する段階[3][6][7]。

警戒レベル3相当
- 警報（ 赤[注 3]〈危険度分布：警戒[注 4]〉）
重大な災害が起こる恐れがある。土砂災害・洪水・高潮においては、自治体が高齢者等避難（高潮においてはこの段階から避難が困難になり始めることから警戒レベル4相当の避難指示も）を発令する目安で、高齢者等（災害時要援護者）は即座に危険な場所からの避難を開始し、それ以外の人も避難の準備をして場合によっては避難を開始する段階[3][6][7]。

警戒レベル4相当
- 土砂災害警戒情報（ 紫[注 3]〈危険度分布：危険[注 4]〉）
警報発表期間中に災害の恐れが高まっている。自治体が避難指示（2021年までは避難勧告も制度上あった）を発令する目安で、高齢者等は既に避難を完了し、一般の人も即座に危険な場所からの避難を開始、または極力避難を終えている状態にする段階[3][7]。
- はん濫危険情報（ 紫[注 7]）
河川のはん濫がいつ起きてもおかしくない段階[8]。自治体が避難指示（2021年までは避難勧告も制度上あった）を発令する目安で、高齢者等は既に避難を完了し、一般の人も即座に危険な場所からの避難を開始、または極力避難を終えている状態にする段階[3][7]。
- 顕著な大雨に関する情報
大雨による災害発生の危険度が急激に高まり（警戒レベル4相当以上[注 8]）、線状の降水帯により非常に激しい雨が同じ場所で降り続いている状況で発表される[9]。

警戒レベル5相当
- 大雨特別警報（ 黒[注 3]〈危険度分布：災害切迫[注 4]〉）大雨特別警報以外の特別警報はレベル4相当
重大な災害の危険性が著しく高まっている段階[3][10]。既に避難している人も最大限の警戒をし、命を守る最善の行動をとる[3]。
- はん濫発生情報（ 黒[注 7]）
河川のはん濫が既に発生している段階[8]。既に避難している人も最大限の警戒をし、命を守る最善の行動をとる[3]。
- 緊急安全確保（「災害発生情報」から2021年度改称）
災害の発生が切迫した状態（「緊急安全確保」において2021年度に設定）、もしくは災害が実際に発生していることを把握した場合に可能な範囲で発令し、災害の発生を伝え、住民に命を守る最善の行動を求める[11][12][13]。

| 防災気象情報と警戒レベルとの対応 | 防災気象情報と警戒レベルとの対応                                               | 防災気象情報と警戒レベルとの対応                                    | 防災気象情報と警戒レベルとの対応 | 防災気象情報と警戒レベルとの対応 | 防災気象情報と警戒レベルとの対応                                                                                   |                              |
| 警戒レベル                       | とるべき行動                                                                   | 気象庁情報                                                          | 気象庁情報                       | 気象庁情報                       | 市町村対応 | 市町村対応                   |
| 警戒レベル                       | とるべき行動                                                                   | 大雨（土砂災害）                                                    | 危険度分布（キキクル）           | 河川（浸水）                     | 2021年5月20日から                                                                                                  | 2021年5月19日まで            |
| -------------------------------- | ------------------------------------------------------------------------------ | ------------------------------------------------------------------- | -------------------------------- | -------------------------------- | --- | ---------------------------- |
| 5                                | すでに災害が発生または切迫 命の危険、直ちに安全確保。                          | 大雨特別警報                                                        | 災害切迫                         | 氾濫発生情報                     | 緊急安全確保 必ず発令される情報ではない                                                                            | 災害発生情報                 |
| ⇩ ここまでに必ず避難 ⇩           |                                                                                |                                                                     |                                  |                                  | |                              |
| 4                                | 全員避難。                                                                     | 土砂災害警戒情報・ 高潮特別警報・高潮警報                           | 危険                             | 氾濫危険情報                     | 避難指示 第４次防災体制（災害対策本部設置）                                                                        | 避難指示（緊急） 避難勧告    |
| 3                                | 高齢者は避難。 避難に時間を要する人（障がいのある方、乳幼児等） と支援者含む。 | 大雨警報・洪水警報・ 高潮注意報（高潮警報に切り替える可能性が高い） | 警戒                             | 氾濫警戒警報                     | 高齢者等避難 第3次防災体制 （避難指示の発令を判断できる体制）                                                      | 避難準備・ 高齢者等避難開始  |
| 2                                | 避難行動の確認。                                                               | 大雨注意報・洪水注意報・高潮注意報                                  | 注意                             | 氾濫注意情報                     | 大雨警報・洪水警報・高潮警報 第2次防災体制 （高齢者等避難の発令を判断できる体制） 第1次防災体制 （連絡要員の配置） | 大雨警報・洪水警報・高潮警報 |
| 1                                | 最新情報に注意。                                                               | 早期注意情報（警報級の可能性）                                      | ―                                | ―                                | 早期注意情報 職員の連絡体制の確認                                                                                  | 早期注意情報                 |

## 気象

### 警報・注意報
災害発生の恐れを伝える情報を含むもの。
- 早期注意情報 - これから警報を発表する可能性を早期に知らせるもの。1日3回定時に翌日までの予報、1日2回定時に2日から5日先の予報を発表。［高］［中］の2段階。現段階で対象は大雨、暴風（暴風雪）、大雪、波浪の4種[14]。
- 注意報 - 災害が起こる恐れがある場合に発表。市町村単位。一般利用のための注意報には、大雨、洪水、大雪、強風、風雪、波浪、高潮、濃霧、雷、乾燥、なだれ、着氷、着雪、融雪、霜、低温の16種類がある。具体的基準は雨量や風速などの観測値や予報値で、地域により異なる場合がある[6]。
- 警報 - 重大な災害が起こる恐れがある場合に発表。市町村単位。一般利用のための警報には、大雨、洪水、大雪、暴風、暴風雪、波浪、高潮の7種類がある。具体的基準は雨量や風速などの観測値や予報値で、地域により異なる場合がある[6]。更に、大雨、大雪、暴風、暴風雪、波浪、高潮については、災害の危険性が著しく高まっている場合、都道府県単位で特別警報が発表される[10]。
- 特別警報 - 甚大な被害が予想されるような、重大な災害の危険性が著しく高まっている場合に発表。大雨、大雪、暴風、暴風雪、波浪、高潮の6種類がある。その地域で数十年に一度しか起こらないような現象として定めた基準がある。2013年8月30日から運用開始[10]。

### 警報・注意報に準じるもの
- 気象情報 - 目的は4つに大別される。
  1. 注意報や警報の前段階として注意を促す場合
  2. 注意報・警報の発表中に補足（追加情報）を加える場合
  3. 注意報・警報の発表中にさらなる警戒を呼び掛ける場合
  4. 高温や梅雨の時期など長期的で社会影響が大きな現象についてその時点での情報を提供する場合

府県単位。大雨、大雪、台風、暴風、暴風雪、高波、低気圧、雷、降ひょう、少雨、長雨、潮位、強い冬型の気圧配置、黄砂などが対象で、発表時のタイトルは2つ以上を組み合わせる場合もある。
- 顕著な大雨に関する情報 - 大雨による災害発生の可能性が高まり、線状の降水帯により非常に激しい雨が同じ場所で降り続いている状況で発表。
- 記録的短時間大雨情報 - 大雨警報発表中に、災害の発生につながるような稀にみる雨量を観測した時に発表。府県単位。
- 顕著な大雪に関する気象情報 - 顕著な降雪が短時間に観測され、今後も継続すると見込まれる場合に発表。豪雪地帯の府県にて先行実施。
- 土砂災害警戒情報 - 大雨による土砂災害の危険が高まった時に発表。避難指示などの発令の目安となる。市町村単位で、都道府県と気象庁との共同発表。
- 竜巻注意情報 - 雷注意報発表中に、竜巻やダウンバーストなどの激しい突風が発生する恐れが高くなった場合に発表。竜巻発生確度ナウキャストと連動している。有効期間は発表後約1時間で、府県内の地域（一次細分区域）単位。
- 熱中症警戒アラート - 最高気温が35°C以上になると予想される場合に発表。一部の地域では35℃以外の基準で発表されることがある。当日または翌日を対象とし、地方または府県単位。

- 台風情報 - 台風に関する情報を統合的に発表する。地図上に予報円を示して最少3時間間隔で進路や強さを実況・予報する台風経路図、時系列や地図形式で示される台風の暴風域に入る確率の2種類がある[21]。
- 指定河川洪水予報 - 洪水災害が起こる恐れがある場合に、各河川ごとに水位や流量などを示して発表される。従来水防活動用に発表されていたものを市民向けに拡大したもので、水防活動向けと市民向けとを兼ねる（なお、これと別に水防警報という水防専用の情報もある）。河川（水系）単位で、都道府県または国土交通省と気象庁との共同発表。はん濫注意情報、はん濫警戒情報、はん濫危険情報、はん濫発生情報の4種で、前1つは洪水注意報相当、後3つは洪水警報相当[8]。

### 天気予報など

#### 地点・地方ごとの予報
- 天気予報（府県天気予報） - 1日3回定時および天候急変時に、翌々日までの概況・天気と風・波、翌日までの最高・最低気温と降水確率を発表。府県内の地域（一次細分区域）単位[22]。
- 週間天気予報 - 毎日、翌日から7日後までの概況・天気、最高・最低気温と降水確率を発表。3段階の予報信頼度を付加している。原則として府県内の地域（一次細分区域）単位。厳密には全般週間天気予報、地方週間天気予報、府県週間天気予報の3種類[23]。
- 地域時系列予報 - 1日3回定時および天候急変時に、24時間後までの3時間ごとの天気、風、気温の推移を発表。府県内の地域（一次細分区域）単位[24]。
- 季節予報 - 毎週または毎月あるいは毎年の定められた時期に、気温、降水量、降雪量、日照時間などの長期的な見通しを、平年偏差で分けた3段階で発表。国内を11または7に分けた地方単位。1か月予報、3か月予報、暖候期予報、寒候期予報の4種類[25]。
- 早期天候情報・2週間気温予報 - 社会に影響を与えるような平年から大きくかけ離れた天候を早期に予測するもの。気温と降雪量が対象。具体的には、6日後から14日後まで期間内の5日間平均の気温または降雪量を、平年偏差で分けた5段階で毎日発表。著しい高温・低温・大雪が予想される場合は、毎週2回のタイミングで早期天候情報を発表する。国内を16に分けた地方単位[26][27]。
- アメダス 表形式 - 随時、前日から当日最新時までのアメダスの降水量、風向・風速、気温、日照時間、積雪深の観測データ（要素は観測所により異なる）を、観測所ごとに表形式で発表[28]。なお気象庁HP上では、空港のアメダスの観測データは、アメダスと並ぶ「空港の気象」のタイトルでリンクがまとめられている。
- ウィンドプロファイラ - 毎時、地上から高度9km程度までの1km間隔の風向・風速の1時間ごとの観測データを、観測所ごとに表形式で発表。高度1,2,3kmの風向風速は地図形式でも発表される[29]。

#### 面的予報
- 天気図 - 1日数回定時に、数種の地上天気図を発表。午前3時から午後9時まで3時間おきの速報天気図、午前・午後の3・9時のアジア実況天気図、24時間・48時間先の予想天気図（午前・午後の9時の予想）の4種。なお、このほかに実務用として高層天気図や数値予報天気図が発表されている（防災気象情報のページには掲載されない）[30]。
- 天気分布予報 - 1日3回定時に、24時間後までの3時間ごとの天気、気温、降水量、降雪量の分布を示した、一辺20kmのメッシュ予報を発表[31]。
- 解析雨量・降水短時間予報 - 10分ごとに、12時間前から6時間後までの1時間ごとの降水分布の解析・予測を示した、一辺1kmのメッシュ予報を発表し、7時間後から15時間までは、1時間ごとに一辺5kmのメッシュ予報を発表する。国土交通省水管理・国土保全局、道路局および気象庁が保有する気象レーダーや雨量計のデータを統合解析したもので、予報後期は数値予報データも加味される[32]。
- レーダー・降水ナウキャスト - 5分ごとに、3時間前から1時間後までの5分ごとの降水分布の解析・予測を示した、一辺1kmのメッシュ予報を発表。降水短時間予報よりも精度は高い。国土交通省水管理・国土保全局、道路局および気象庁が保有する気象レーダーや雨量計のデータに、風速データを加えて統合解析したもの[33]。
- 大雨・洪水警報の危険度分布（キキクル） - 10分毎更新で、土壌雨量指数・表面雨量指数・流域雨量指数等の2時間先までの予測値に基づき、一辺5kmのメッシュ予報を発表。5段階で、赤色「警戒」、紫色「危険」、黒色「災害切迫」等に区分[34]。
- 雷ナウキャスト - 10分ごとに、3時間前から1時間後までの10分ごとの雷活動度分布の解析・予測を示した、一辺1kmのメッシュ予報を発表。活動度1から4までと"なし"の5段階で、活動度1は空の状況や続報に注意する段階、活動度2以上は安全確保をする段階、活動度3以上は実際に落雷が観測されている段階。雷監視システム（ライデン）と気象レーダーのデータなどを統合解析したもの[35]。
- 竜巻発生確度ナウキャスト - 10分ごとに、3時間前から1時間後までの10分ごとの竜巻発生確度（竜巻がすぐに発生する可能性と既に発生している可能性を合わせたもの）分布の解析・予測を示した、一辺1kmのメッシュ予報を発表。活動度1から2までと"なし"の3段階で、活動度1は的中率1-5%・捕捉率60-70%と空振りが多いものの見逃しは少なく、突風の影響を受ける活動を行う際は十分留意すべきとされる段階、活動度2は的中率5-10%・捕捉率20-30%と空振りは少ないものの見逃しが多く、全ての人が急な突風の発生に注意しつつ発達した積乱雲接近の兆候があれば安全確保をする段階である。なお、活動度2が竜巻注意情報の発表基準。数値予報の「突風関連指数」のデータと気象（雨量）レーダーのデータから算出される「突風危険指数」に、さらに気象（風速）ドップラー・レーダーのメソサイクロン検出データを加えて解析したもの[36]。
- 気象衛星 - 10分ごとに日本域と全球、または2.5分ごとに日本域の、それぞれ1日前と3時間前からの観測画像を発表。センサの帯域により分類され、地表付近を除く雲を捉える赤外画像、雲と地表の様子を捉える可視画像、水蒸気と雲を捉える水蒸気画像の3種がある。気象衛星ひまわり8号（バックアップとして9号）の観測による[37]。
- アメダス 地図形式 - 随時、前日から当日最新時までのアメダスの降水量、風向・風速、気温、日照時間、積雪深の観測データ（要素は観測所により異なる）を、画面表示に適するよう区切った地方ごとに地図形式で発表[28]。
- 黄砂情報 - 随時、7日前から当日の日本周辺の観測地点での黄砂の観測状況を「実況図」で発表。また毎日1回定時に、4日後までの6時間ごとの日本周辺の黄砂の濃度分布の予測を示した、一辺約110kmのメッシュ予報を「予測図」で発表。予報では、水平視程の低下や洗濯物の汚れなどの目安となる地表付近（地表から約1kmまで）の分布と、空の色の混濁状態の目安となる大気全体（地表から約23kmまで）の分布が示される。観測は各観測地点からの通報（日本では目視）、予報は数値予報データに基づく[38]。
- 紫外線情報 - それぞれ1日一回定時に、前日と当日の紫外線の観測状況、当日と翌日の紫外線の予測を、一辺約20kmのメッシュ予報で発表。なお予測には、雲を考慮した「予測図」と雲が無い場合の「晴天時予測図」がある。また、1時間ごとに国内3地点の紫外線観測値を発表。紫外線強度は紫外線指数（UVインデックス）で表され、8以上の「非常に強い」「極端に強い」では日中の外出をできるだけ控えて長袖シャツ・日焼け止め・帽子を必ず利用することが推奨される。観測はアメダスの日照時間のデータなどからの解析、予測は数値予報データに基づくもので、20kmメッシュで平均化された標高・積雪・エアロゾル・天気が紫外線量を左右する因子である[39]。

## 海洋

### 警報
- 海上警報 - 気象現象によって災害が起こる恐れがある場合、具体的には数値基準にすでに達したか24時間以内に達すると予想される時に発表される。日本近海を30〜40に区切った海域単位。台風、暴風、強風、風、うねり、着氷、濃霧の各警報[40]。防災気象情報のページでは示されないが、このほかに火山現象（噴火など）や津波の警報がある。

### 海上予報など
- 海上予報 - 1日2回定時に、沿岸の気象の観測値と海域の天気・視程・波の予報を発表。海域単位[41]。

### その他
- 潮位観測情報 - 5分または10分ごとに、過去3日間の実測潮位・天文潮位・平年偏差を発表。気象庁及び海上保安庁、国土交通省港湾局、国土地理院、自治体などの観測所のデータ[42]。
- 波浪観測情報 - 随時、沿岸観測点と海上ブイの波高・周期・気圧・水温を発表。気象庁の観測データ[43]。

防災気象情報のページでは示されないが、このほかに沿岸や外洋の波浪の実況図・予想図、日本近海の海面水温・表層水温・海流分布、潮汐観測資料、全般海氷情報、海氷予想図、海面水温・海流1か月予報などを発表している。

## 航空
飛行場警報や飛行場予報などがあるが、防災気象情報のページでは示されない。

## 地震・津波

### 警報・注意報
- 津波注意報 - 津波による災害が起こる恐れがある場合に発表。具体的基準は津波の波高が0.2m以上1m以下と予想されるとき。地震の発生後概ね3分以内を目標として発表される。日本の海岸を60～70に区切った「津波予報区」単位。海の中にいる人はただちに海から上がって、海岸から離れるべきとされる[45]。
- 津波警報 - 津波による重大な災害が起こる恐れがある場合に発表。具体的基準は津波の波高が1m超過と予想されるとき。なお、3m超過と予想されるときは「大津波警報」と呼ぶ。地震の発生後概ね3分以内を目標として発表される。「津波予報区」単位。沿岸部や川沿いにいる人はただちに高台や避難ビルなどの安全な場所へ避難するべきとされる[45]。

なお、緊急地震速報はホームページ上で発表という形式はとらず、過去の発表状況のみが発表される。

### 警報・注意報に準じるもの
- 津波情報 - 津波注意報や津波警報を発表した場合の補足や続報として、各「津波予報区」の津波到達予想時刻や予想される津波の高さ、各地点の満潮時刻や津波到達予想時刻、沿岸の各地点の津波観測値、沖合の津波観測値とそれから予想される沿岸の「津波予報区」ごとの津波の高さ・到達時刻を発表[45]。
- 津波予報 - 地震発生後、津波による災害が起こるおそれがない場合にその旨を発表[45]。

### その他
- 地震情報 - 地震発生後、地震の震源や規模、国内188区分の地域ごとあるいは市町村ごとの震度などを、「震度速報」「震源に関する情報」「震源・震度に関する情報」「各地の震度に関する情報」として発表。また、国外で大きな地震が発生した時に「遠地地震に関する情報」、大きな地震の震源と規模を詳しく解析して確定した後に「顕著な地震の震源要素更新のお知らせ」、地震が多発した時に「地震回数に関する情報」、震度5弱以上を観測した時に「推計震度分布図」を、それぞれ発表[47]。
- 東海地震に関連する情報 - プレスリップ観測に基づいて行われる東海地震予知の発表。東海地震に関連する調査情報（カラーレベル青）、東海地震注意情報（同黄）、東海地震予知情報（同赤）の3段階。注意情報では防災実働部隊の待機が行われる。予知情報では連動して警戒宣言が発表され避難措置や交通規制などが行われる[48]。

## 火山

### 警報
- 噴火警報 - 火山噴火により生命に危険を及ぼすような災害が起こる恐れがある場合に発表。居住地域にまで影響を及ぼさない「噴火警報（火口周辺）」と、居住地域に影響を及ぼす「噴火警報（居住地域）」の2種類、海底火山の場合は周辺海域に影響を及ぼす「噴火警報（周辺海域）」の1種類がある。噴火警戒レベル対象火山ではこれと連動している[49]。

### 警報に準じるもの
- 噴火予報 - 噴火警報を解除する場合、火山活動が静穏な状態が続くことを周知する場合などに発表[49]。
- 噴火警戒レベル - 火山活動の状況を1から5の5段階で常時発表。噴火時の火山周辺地域の地域防災計画が定まっている火山が対象。噴火警報と連動している[49]。
- 火山の状況に関する解説情報 - 火山活動が活発であり火山の状況を周知する必要がある場合などに発表[49]。
- 降灰予報 - 災害をもたらす恐れのある火山灰降下（降灰）の状況を予測するもの[49]。
- 火山ガス予報 - 災害をもたらす恐れのある火山ガス放出の状況を予測するもの[49]。

## 利用と問題点
災害の種類、あるいは同じ種類でもその時々によって、気象庁が発表する防災気象情報の種類やタイミングは異なる。例えば、同じ大雨でも台風と集中豪雨ではその規模・持続時間・予測精度が異なるため、情報発表のタイミングも同じではない。発表が早すぎると、予報が不正確だったり、受け取る側の危機意識が長持ちしない事態が起こりうる一方、発表が遅すぎると、予報は正確で危機意識は高いが、防災行動が間に合わない事態が起こりうる。例えば大雨注意報・警報の発表のタイミングは、まず避難が必要な雨量の値を決めた上で、避難準備に必要な時間、防災機関の準備に必要な時間、伝達に必要な時間の猶予を見込みつつ、予報雨量などの精度が確保できる時間として、注意報・警報基準に達する2～6時間前に発表される（2012年時点）。このことから気象庁は、災害から身を守る上で、防災気象情報を適切なタイミングで利用するよう推奨している。
一方で情報の問題点もある。気象庁の「防災気象情報の改善に関する検討会」の中間報告では、警報のように最大レベルの情報が頻繁に出されると危機意識が低下してしまうという問題が指摘されているほか、台風や集中豪雨などでは土砂災害や洪水など様々な災害が同時発生する切迫した状況で大量の情報が入ってくることにより混乱したり情報伝達自体が困難になる可能性も指摘されている。また注意報・警報が市町村単位になったことでテレビやラジオで情報の切り替えを細かく伝達することが困難になり、マスメディアでのより効果的な伝達手段が検討されている。こうした中で、2013年の気象業務法改正と関連する政令等により「特別警報」の創設が決まり、同年8月から実施された。
2013年9月の同検討会では、大雨や暴風などレベル5（災害が発生した段階）を区分できない現象を除き、原則として特別警報・警報・注意報といった各情報を1から5までの5段階の危険度レベルに統一することが提言され、2016年をめどに実施される予定であることが報道された。その後、2019年5月に大雨・洪水・高潮警戒レベルの提供が開始されている。

## 提供情報の改廃と追加
- 1996年3月 - 季節予報を開始[25]。
- 2005年
  - 前年の新潟・福島豪雨や福井豪雨、台風10個上陸などの風水害多発を受けて、国土交通省内の政策レビューで防災気象情報や警報等の改善が答申される[7]。　
  - 土砂災害警戒情報の発表を、準備が整った鹿児島県で開始[7]。
  - 市町村などの防災機関向け専用の防災気象情報として「防災情報提供システム」の運用を開始[54]。
- 2007年
  - 3月23日 - 「防災情報提供システム」を市町村向けに拡充[54]。
  - 4月18日 - 台風情報の表示に関し、暴風警戒域を通過する範囲を示す形に、また予報円は予報時間に応じて細かく示す形に変更[21]。
  - 4月19日 - 洪水予報を5段階の警戒レベル方式に変更[55]。
  - 7月2日 - 津波予報の更新の迅速化[56]。
  - 12月1日 - 火山活動に対する防災情報として、噴火警報、噴火予報、噴火警戒レベルを導入[57]。
- 2008年
  - 土砂災害警戒情報が全都道府県をカバー[7]。
  - 3月26日
    - 竜巻やダウンバーストなどの突風に対する防災情報として「竜巻注意情報」の発表を開始[58]。
    - 小笠原諸島に関して、警報、注意報、地域時系列予報、週間天気予報の発表を開始[59]。

  - 5月28日 - 大雨警報（土砂災害）の基準を雨量から土壌雨量指数に変更、洪水警報の基準に雨量に加えて流域雨量指数を追加[60]。
- 2009年 - 気象レーダーによる観測を5分間隔に拡充[7]。
- 2010年5月27日
  - 竜巻発生確度ナウキャストと雷ナウキャストの発表を開始[61]。
  - 警報及び注意報の発表単位を、原則として市町村（一部では市町村内を分割して設定された区域）、東京23区は各特別区に細分化[62]。
- 2012年6月21日 - 気象情報において、重大な災害が差し迫っている場合に「見出しのみの短文」形式での発表を開始[63]。
- 2013年8月30日 - 重大な災害の危険性が著しく高まっている場合に発表される「特別警報」が開始[10]。
- 2017年
  - 5月17日 - 気象の警報や気象情報などに付記して、今後の警報級の可能性に言及し、それを色分けした時系列表で示す改善策を開始[64]。
  - 7月4日 - 大雨警報（浸水害）の基準を雨量から表面雨量指数に変更。また大雨警報（浸水害）と洪水警報について、1kmメッシュの危険度分布の提供を開始[60]。
- 2018年
  - 6月20日 - 降水短時間予報を6時間後までから15時間後までに拡充[65]。
  - 10月17日 - 気象庁ホームページにスマートフォン向けのページを新設、雨量や危険度の分布を見やすく、位置情報と連動した表示が可能となる[66]。
- 2019年5月29日 - 大雨警報、土砂災害警戒情報、指定河川洪水予報および高潮警報において、相当する警戒レベルの記載を開始[3][67]。
- 2021年6月17日 - 線状の降水帯により非常に激しい雨が同じ場所で降り続いている状況（警戒レベル4相当以上）で発表される情報として、「顕著な大雨に関する情報」の発表を開始。

## 日本以外の事例
日本以外の気象当局でも警報類に階級を設けているが、概念が共通しているわけではない。
- アメリカ合衆国 - 国内で統一され、"Warning"（警報）、"Watch"、"Advisory"（注意報）の3段階を原則としている[68]。Severe_weather_terminology_(United_States)（英語版）も参照。

「警報」「注意報」のような区分ではなく、警戒レベルを用いている地域もある。
- 中華人民共和国 - 4段階の警戒レベルにより区分した「预警信号」がある。地方により異なる[69][70]。突発気象災害警報信号（中国語版）も参照。